# فلاح مصطفى بكر
فلاح مصطفى بكر (بالكردية السورانية: فەلاح مستەفا بەکر؛ وُلِد في 1964) هو سياسي كردي من إقليم كردستان العراق، ويشغل منصب مستشار السياسة الخارجية الرفيع لرئيس إقليم كردستان نيجيرفان بارزاني، ويحمل رتبة وزارية.
تم تعيينه في هذا المنصب في أغسطس 2019، بعد أن شغل منصب (وزير) ورئيس لأول دائرة العلاقات الخارجية لحكومة إقليم كردستان (KRG) من عام 2006 حتى 2019

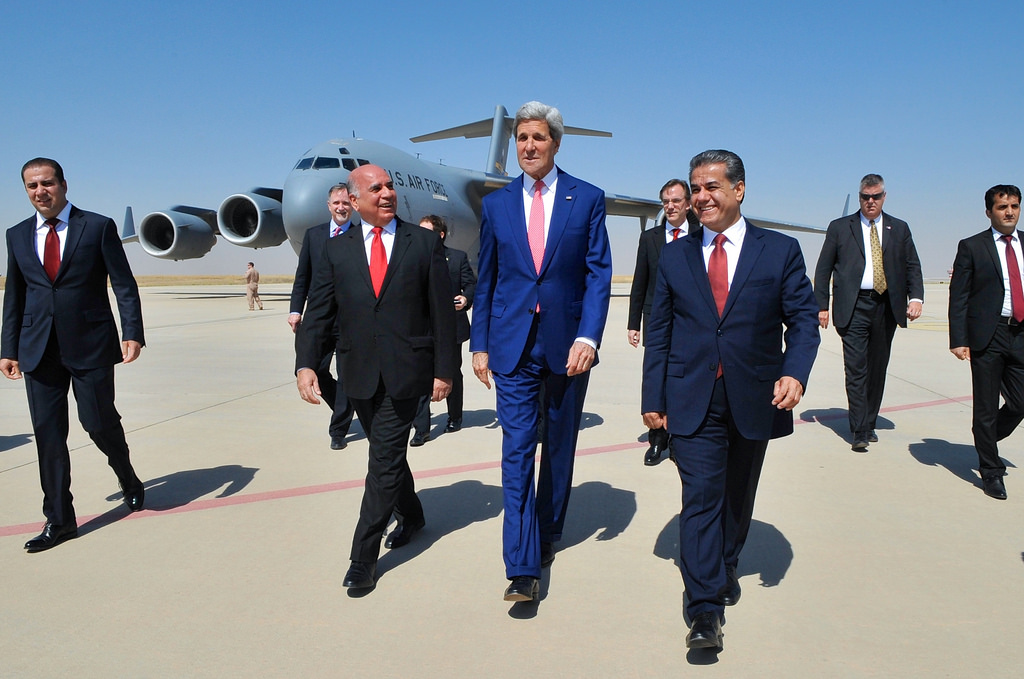
فلاح مصطفى ووزير الخارجية كيري بعد وصوله إلى العراق

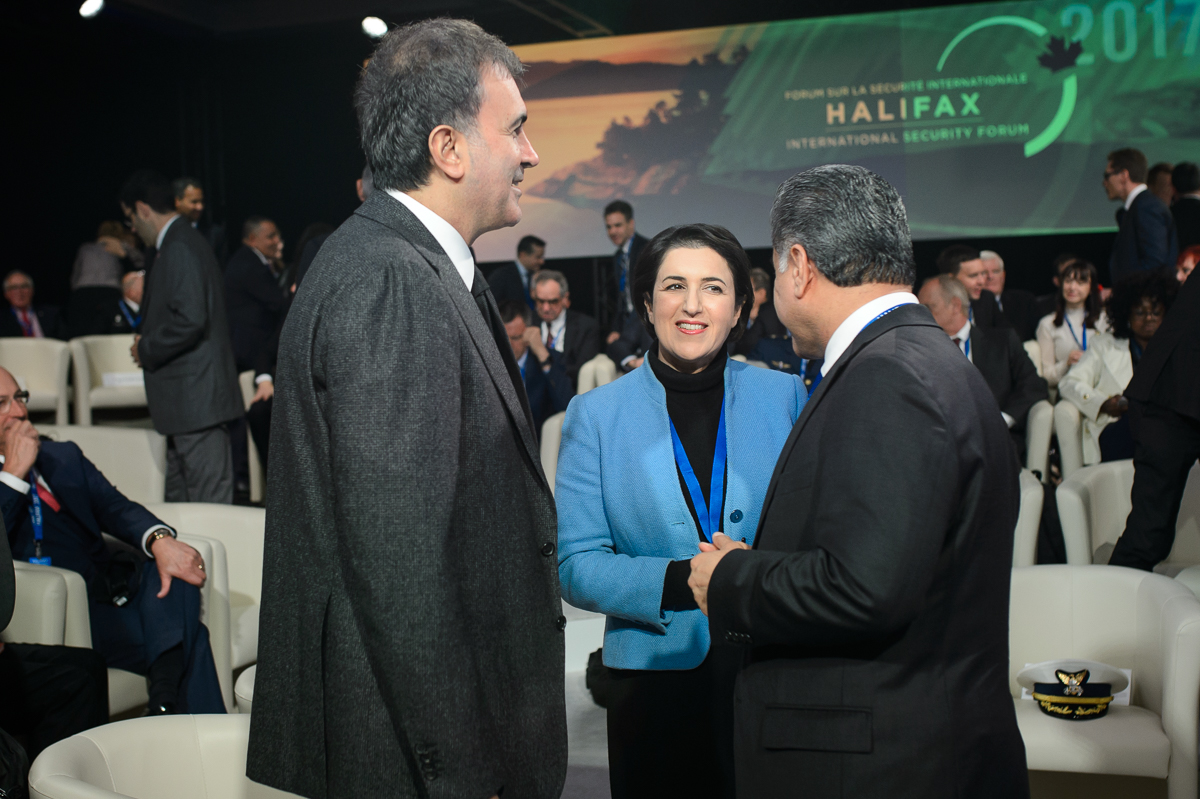
أومر تشيليك، وزير شؤون الاتحاد الأوروبي في تركيا، مع فلاح مصطفى بكر،رئيس دائرة العلاقات الخارجية في حكومة إقليم كردستان.

## الحياة المبكرة والتعليم

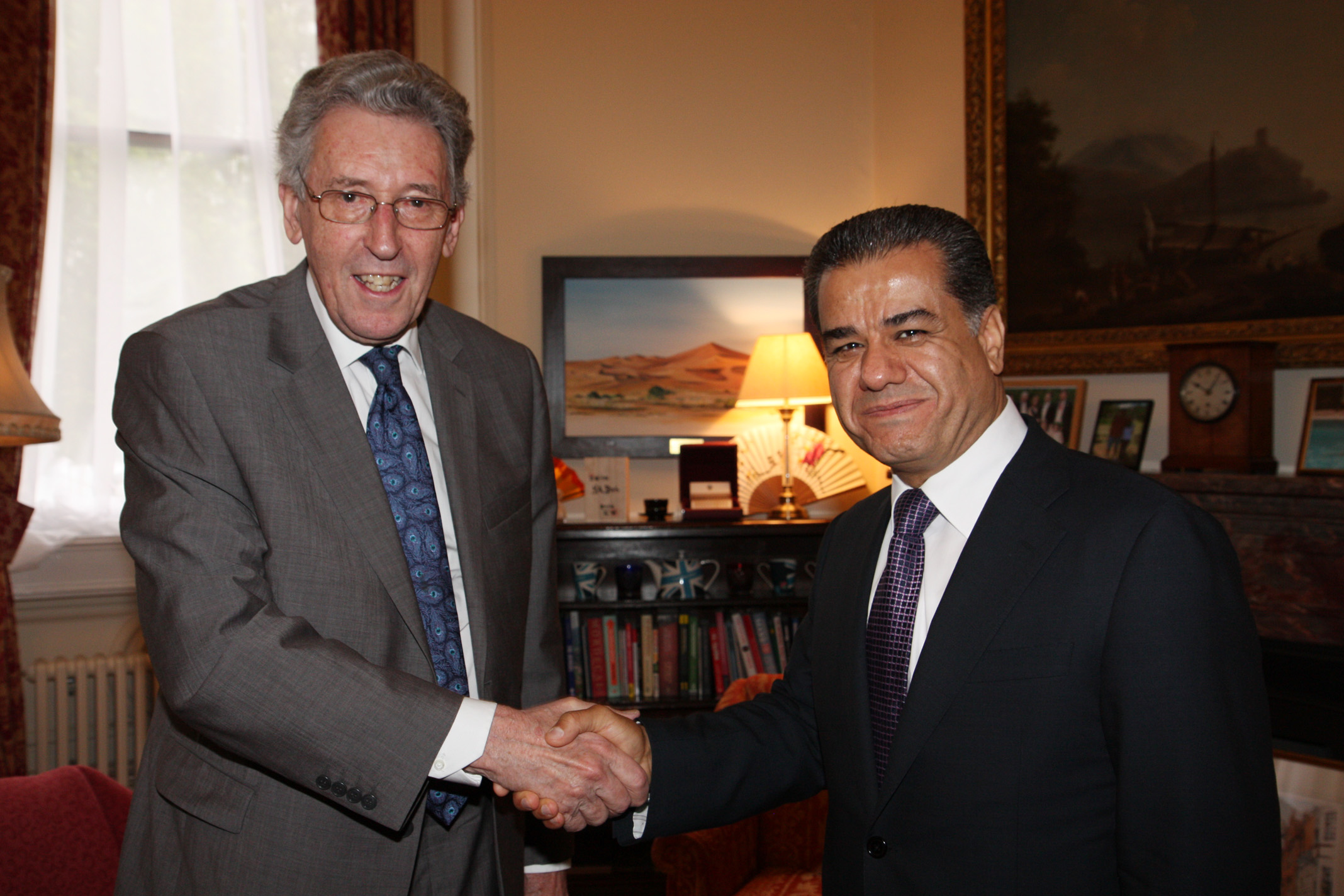
اجتماع اللورد هاول مع فلاح مصطفى بكر

فلاح مصطفى بكر وُلِد في أربيل عام 1964. حصل على درجة البكالوريوس من جامعة الموصل، ودرجة الماجستير في دراسات التنمية من جامعة باث، وشهادة في برنامج الإدارة التنفيذية العليا من كلية كينيدي للإدارة الحكومية في جامعة هارفارد. هو متحدث بطلاقة باللغات الكردية والعربية والإنجليزية.

## حياة مهنية

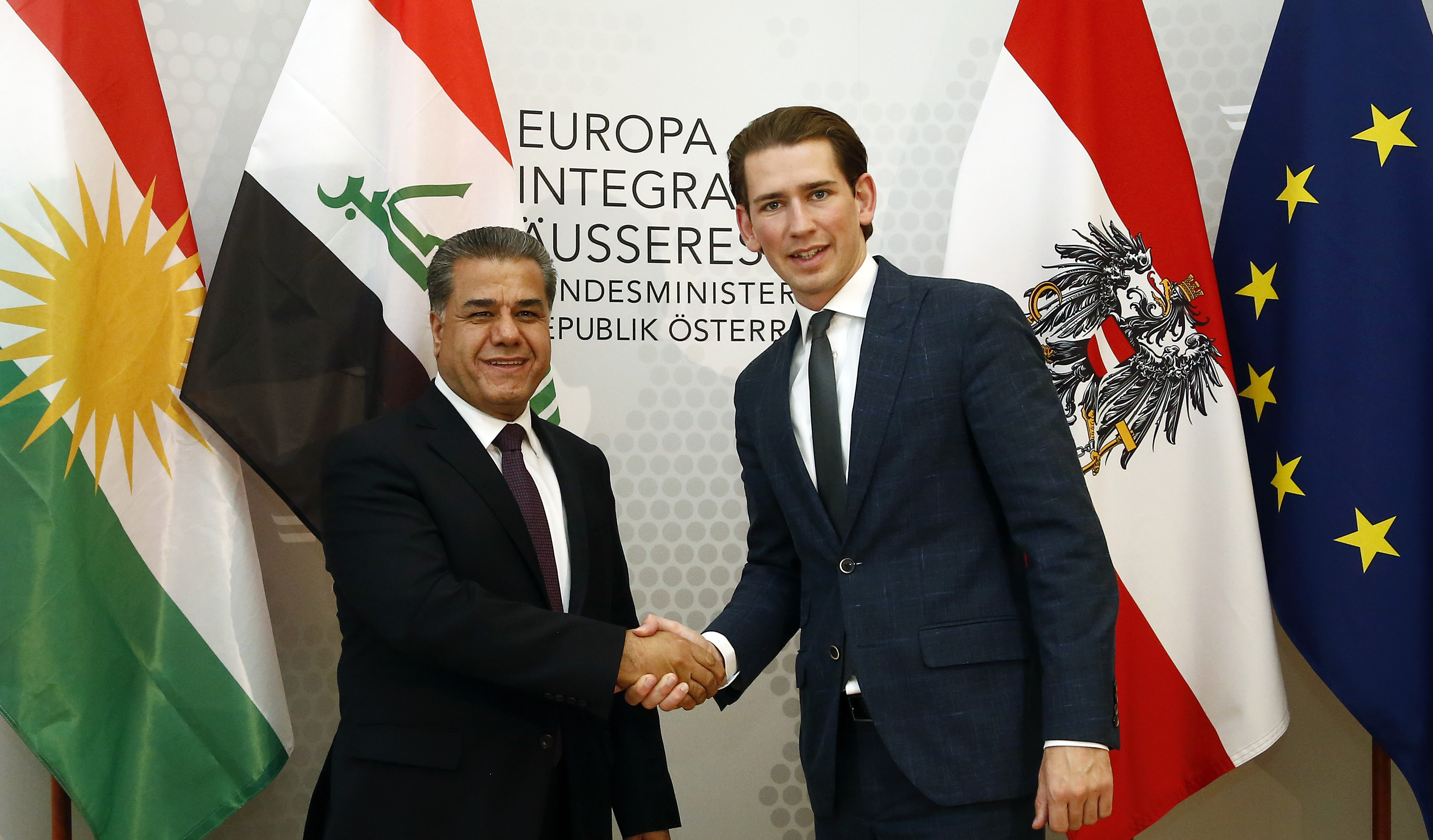
فلاح مصطفى بكر ووزير الخارجية النمساوي سيباستيان كورتز في يونيو 2015.

في عام 2006، أسس فلاح مصطفى وزارة العلاقات الخارجية في إقليم كردستان، ومنذ ذلك الحين شغل منصب وزير الخارجية بعد توليه هذا المنصب في سبتمبر 2006.
في سبتمبر 2016، ظل فلاح مصطفى وزيراً للعلاقات الخارجية في حكومة إقليم كردستان. وفي ذلك الشهر، صرح قائلاً: “إذا توصلنا إلى اتفاق مع بغداد (بشأن الاستقلال)، فقد لا يكون هناك حاجة لإجراء استفتاء.
في أكتوبر 2016، صرح علنًا أن البيشمركة كانوا يعانون من خسائر بشرية بسبب نقص الدعم الجوي.

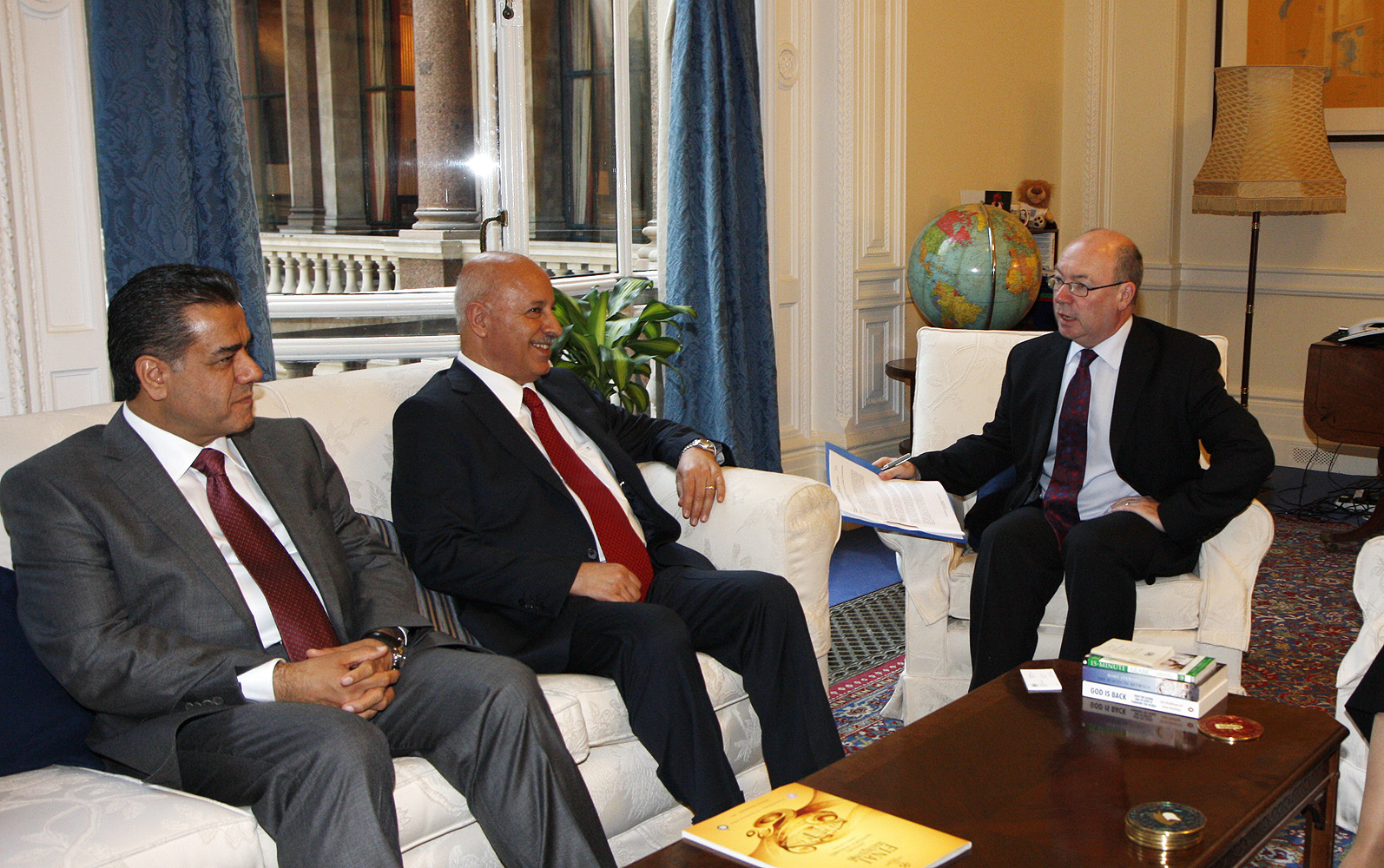
وزير شؤون الخارجية أليستير بيرت يلتقي بالوزير فلاح مصطفى بكر، وزير إقليم كردستان لشؤون العلاقات الخارجية في لندن، 15 يونيو 2010.

هو محاضر ضيف متكرر في جامعة صلاح الدين وجامعة كردستان - هولير (UKH) في أربيل.

## الحياة الشخصية
فلاح مصطفى بكر مرتبط بتراثه الكردي بشكل عميق ويستمتع بقضاء الوقت مع عائلته في أربيل، حيث يعيش مع زوجته وأبنائه الأربعة. تشمل اهتماماته الشخصية الموسيقى الكردية التقليدية، والفنون الجميلة، والرياضات المتنوعة. وهو يتقن اللغات الكردية، والعربية، والإنجليزية.